# Казаяк
Казая́к (рос. Казаяк, башк. Ҡаҙаяк) — село у складі Іглінського району Башкортостану, Росія. Входить до складу Красновосходської сільської ради.
Населення — 878 осіб(2010; 712 в 2002).
Національний склад:
- росіяни — 56 %
- башкири — 32 %